# Samuel Holm
Samuel Holm, född 1743, död 1808, var en svensk präst.
Holm blev kyrkoherde i Svalövs socken 1775 och prost 1803. Liksom Henric Schartau närmade sig Holm en tid herrnhutismen men höll sig senare uteslutande till bibeln samt de lutherska bekännelseskrifterna och uppbyggelseförfattarna. Genom sin förkunnelse och enskilda själavård utövade han inflytande vida omkring. 